# Reprywatyzacja w Warszawie

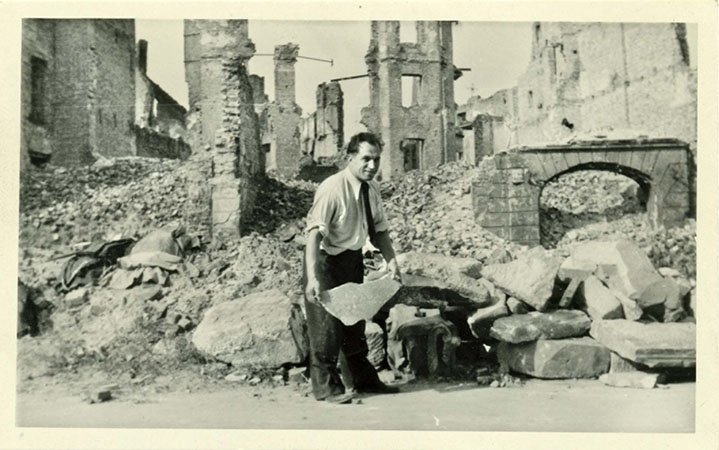
Odbudowa Warszawy z ruin (1947)

Reprywatyzacja w Warszawie – rozpoczęty po zakończeniu PRL proces zwrotu warszawskich nieruchomości przejętych na podstawie tzw. dekretu Bieruta. W jego wyniku zwrócono 4157 nieruchomości (stan na 7 czerwca 2016), częściowo z naruszeniem prawa. Szacuje się, że proces reprywatyzacji w Warszawie dotknął bezpośrednio od 40 tys. do 55 tys. osób.

## Rys historyczny

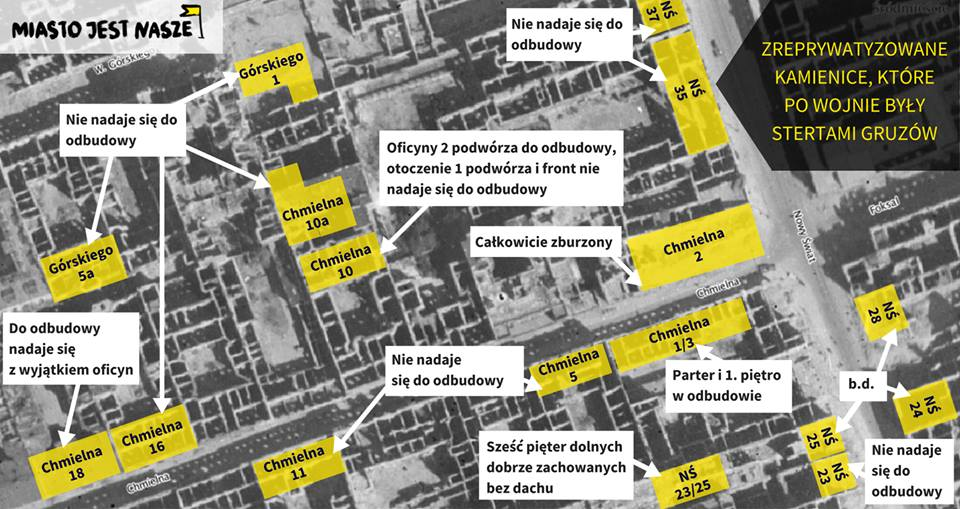
Stan tuż po II wojnie światowej nieruchomości w okolicy skrzyżowania Chmielnej z Nowym Światem, które następnie zreprywatyzowano w l. 1990–2016

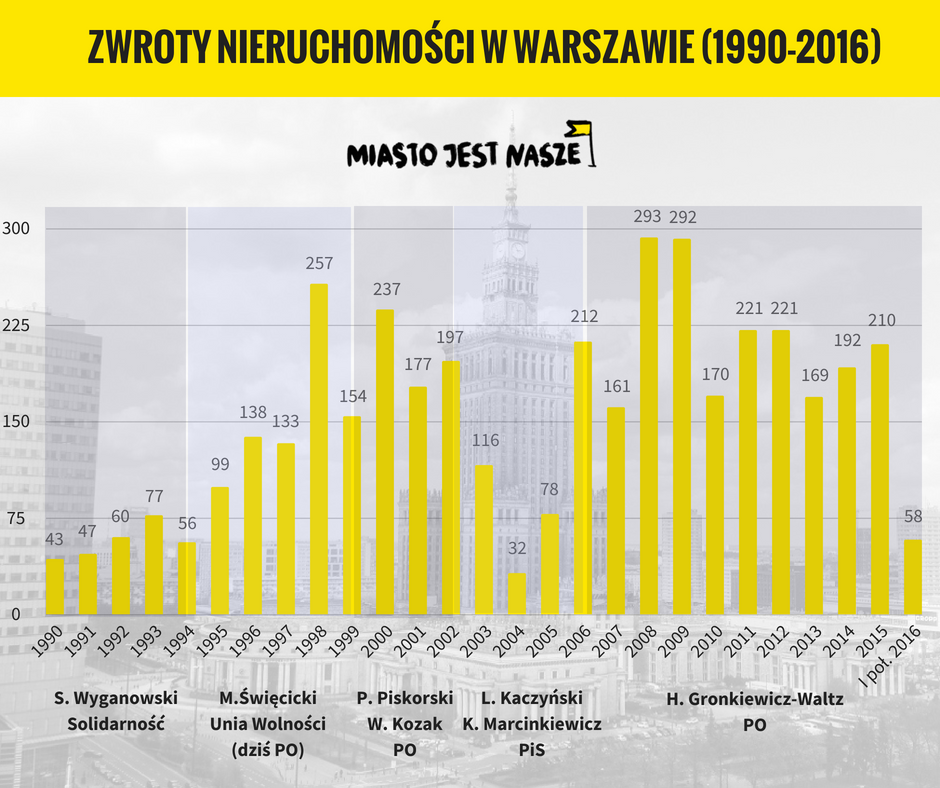
Liczba zreprywatyzowanych nieruchomości w poszczególnych latach (1990–2016)

31 sierpnia 1939 Warszawa składała się z ponad 24 tysięcy budynków i 40 tysięcy parceli. Do miasta należało jedynie 853 nieruchomości. Szacuje się, że 84% tego, co wcześniej tworzyło miasto na lewym brzegu (budynki, ulice, sieci: elektryczna, gazowa i kanalizacyjna), zostało zniszczone w wyniku działań II wojny światowej.
Jesienią 1945 na mocy dekretu podpisanego przez prezydenta Bolesława Bieruta, przestała istnieć prywatna własność gruntów w stolicy. Akt normatywny miał służyć szybszej i sprawniejszej odbudowie zniszczonego miasta. Po wojnie, w porównaniu do innych państw Europy Zachodniej skala nacjonalizacji była w Warszawie bezprecedensowa. W 1939 tylko 10 proc. gruntów warszawskich należało do skarbu państwa.

## Przebieg reprywatyzacji
Od 1989 kolejne rządy deklarowały wprowadzenie ustawy reprywatyzacyjnej, jednakże nie doszła ona do skutku, w związku z czym w 1996 władze Warszawy zdecydowały, że same będą zwracać przedwojenne nieruchomości wszędzie tam, gdzie doszło do złamania zapisów dekretu Bieruta. W posiadanie prywatnych właścicieli zaczęły przechodzić kamienice, działki, a także adresy, pod którymi zaczęły wcześniej funkcjonować instytucje publiczne. Powstał też rynek handlu roszczeniami. Praw do nieruchomości pozbywali się dawni właściciele zniecierpliwieni oczekiwaniem na reprywatyzację. Powstały również wyspecjalizowane kancelarie zajmujące się odzyskiwaniem mienia, inwestujące czas i pieniądze w poszukiwania spadkobierców, czasami poza granicami kraju.
W lutym 2000 nastąpiła reprywatyzacja Pałacu Błękitnego na rogu ulicy Senatorskiej i placu Bankowego. Był to pierwszy zwrot budynku zajmowanego przez administrację samorządową. W kolejnych latach doszło do zwrotu przykładowo także Pałacu Przezdzieckich, który był zajmowany przez MSZ.
W 2007 zostało założone Warszawskie Stowarzyszenie Lokatorów, skupiające osoby zamieszkujące w budynkach zwróconych potomkom dawnych właścicieli i zagrożone eksmisją. Na jego czele stała Jolanta Brzeska, która sama mieszkała w zreprywatyzowanej kamienicy na ul. Nabielaka 9.
W czerwcu 2008 prezydent Warszawy, Hanna Gronkiewicz-Waltz, podpisała zarządzenie, pozwalające miejskim urzędnikom na oddawanie nieruchomości przed zakończeniem przez miasto postępowania reprywatyzacyjnego.

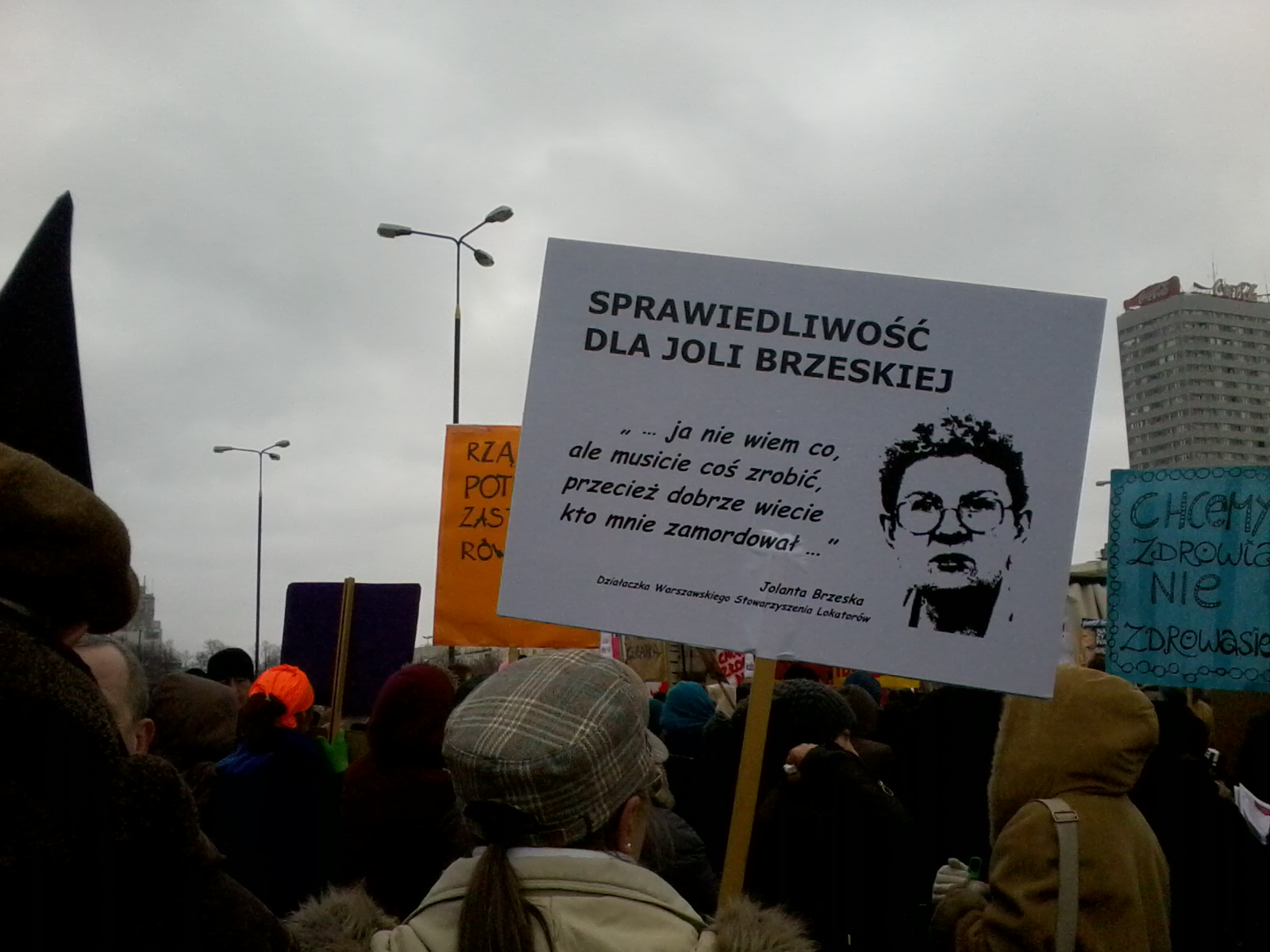
Transparent domagający się wyjaśnienia zabójstwa Jolanty Brzeskiej, warszawska Manifa 2013

W 2011 Brzeska została zamordowana. Mimo powiązania jej śmierci z działalnością w ruchu lokatorskim i wielokrotnego podejmowania śledztwa, nie wykryto sprawców (sprawę po raz ostatni zamknięto w 2021). Sprawa Jolanty Brzeskiej doprowadziła jednak do nagłośnienia problemu reprywatyzacji.
W lutym 2012 hektar Ogrodu Saskiego od ulicy Marszałkowskiej wrócił do spadkobierców. Wśród nich znalazł się Marcin Zamoyski, prezydent Zamościa.

### Mała ustawa reprywatyzacyjna
25 czerwca 2015 Sejm uchwalił Ustawę o zmianie ustawy o gospodarce nieruchomościami oraz ustawy – Kodeks rodzinny i opiekuńczy (Dz.U. z 2016 r. poz. 1271) (tzw. małą ustawę reprywatyzacyjną). Jednak 4 sierpnia 2015 prezydent Bronisław Komorowski skierował ją do Trybunału Konstytucyjnego. 19 lipca 2016 Trybunał w pełnym składzie wydał wyrok stwierdzający zgodność ustawy z Konstytucją. Jednak ze względu na Kryzys wokół Trybunału Konstytucyjnego wyrok został opublikowany w Monitorze Polskim dopiero 16 sierpnia 2016, zaś dzień później podpisany przez prezydenta Andrzeja Dudę. W ten sposób ustawa weszła w życie 17 września 2016.
Na mocy ustawy zakazano także ustanawiania kuratorów osobom, co do których zachodzą przesłanki do uznania ich za zmarłych. Poza tym zwiększono liczbę przesłanek umożliwiających odmowę zwrotu, np. jeśli budynek czy działka służą celom publicznym, nieruchomość została sprzedana lub oddany w użytkowanie wieczyste osobie trzeciej, sfinansowano ze środków publicznych jej zabudowę, odbudowę lub remont. Ustawa umożliwiła także tzw. wybudzanie śpiochów, czyli wygaszania roszczeń do nieruchomości, do których złożono wnioski w latach 40. i 50., lecz wobec których dawni właściciele i ich następcy prawni nie podejmowali czynności prawnych (ich liczba szacowana jest na kilkaset do kilku tysięcy). W tym celu Ratusz musi opublikować w prasie i BIP ogłoszenie wzywające osoby mające roszczenie do zgłoszenia się do Urzędu m.st. Warszawy, a następnie kolejne trzy miesiące na przedstawienie dokumentów potwierdzających prawa do nieruchomości. Pierwsze ogłoszenia pojawiły się dopiero 5 miesięcy po wejściu ustawy w życie. Do 25 kwietnia 2018 ogłoszono 200 „śpiochów”, spośród których 30 umorzono, a 6 zwrócono. Jednak Stowarzyszenie Miasto Jest Nasze (MJN) zarzucało powolne tempo wybudzanych śpiochów i brak gospodarności, gdyż ogłoszenia publikowane były w dwóch dziennikach ogólnopolskich, mimo że ustawa wymagało jednego. MJN zarzucało Ratuszowi również brak jawności w kwestii śpiochów. Zarzuty te potwierdził prawomocny wyrok wojewódzkiego sądu administracyjnego.

### Ustawa z 2020
14 sierpnia 2020 Sejm uchwalił ustawę nowelizującą ustawę o Komisji Weryfikacyjnej oraz ustawę o gospodarce nieruchomościami, która wprowadza m.in. zakaz reprywatyzacji nieruchomości zamieszkanych przez lokatorów. Ustawa następnie trafiła do Senatu, który 11 września 2020 wprowadził do ustawy poprawki, z których część została 17 września 2020 przyjęta przez Sejm. Prezydent RP Andrzej Duda podpisał ustawę 29 września 2020. Ustawa weszła w życie po upływie 14 dni od dnia ogłoszenia w Dzienniku Ustaw, czyli 20 października 2020, z wyjątkiem art. 8 i art. 9, które weszły w życie po upływie 30 dni od dnia ogłoszenia, czyli 5 listopada 2020.

### Nowelizacja kodeksu postępowania administracyjnego z 2021
25 marca 2021 wpłynął do Sejmu komisyjny projekt ustawy o zmianie ustawy – Kodeks postępowania administracyjnego, który dotyczył dostosowania systemu prawa do wyroku Trybunału Konstytucyjnego z dnia 12 maja 2015, w którym orzekł, że art. 156 § 2 kpa w zakresie, w jakim nie wyłącza dopuszczalności stwierdzenia nieważności decyzji wydanej z rażącym naruszeniem prawa, gdy od wydania decyzji nastąpił znaczny upływ czasu, a decyzja była podstawą nabycia prawa lub ekspektatywy, jest niezgody z art. 2 Konstytucji RP. 24 czerwca 2021 na jego podstawie Sejm uchwalił ustawę zmieniającą Kodeks postępowania administracyjnego (za głosowało 309 posłów, nikt nie był przeciw, wstrzymało się 120 posłów). 23 lipca 2021 Senat uchwalił nowelizację Kodeksu postępowania administracyjnego, wprowadzając do niej poprawki, z których część została przyjęta przez Sejm 11 sierpnia 2021, a 14 sierpnia 2021 prezydent RP Andrzej Duda podpisał ustawę. Ustawa weszła w życie po upływie 30 dni od dnia ogłoszenia w Dzienniku Ustaw, czyli 16 września 2021 i wprowadziła, że po upływie 30 lat od wydania decyzji administracyjnej niemożliwe będzie wszczęcie postępowania w celu jej zakwestionowania, np. w sprawie odebranego przed laty mienia. Zdaniem warszawskiego stowarzyszenia Miasto Jest Nasze nowelizacja ta bardzo mocno ograniczy reprywatyzację, bo po wejściu w życiu ustawy nie będzie możliwe stwierdzenie nieważności decyzji – nawet jeżeli została wydana z rażącym naruszeniem prawa lub bez podstawy prawnej – jeżeli od dnia jej doręczenia lub ogłoszenia upłynęło dziesięć lat, a także gdy decyzja wywołała nieodwracalne skutki prawne – przynajmniej w stosunku do nieruchomości przejętych przez państwo na podstawie Dekretu Bieruta i Reformy Rolnej z 1944 wszczynanie nowych postępowań reprywatyzacyjnych.